# CS Mureșul Deva
Clubul Sportiv Mureșul Deva byl rumunský fotbalový klub sídlící ve městě Deva. Klub byl založen v roce 2006, zanikl v roce 2012.

## Umístění v jednotlivých sezonách
| Sezóny  | Liga               | Úroveň | Z  | V  | R | P  | VG | OG | +/- | B  | Pozice |
| ------- | ------------------ | ------ | -- | -- | - | -- | -- | -- | --- | -- | ------ |
| 2009/10 | Liga II - Seria II | 2      | 32 | 9  | 4 | 19 | 28 | 50 | -22 | 31 | 14.    |
| 2010/11 | Liga II - Seria II | 2      | 28 | 7  | 5 | 16 | 31 | 48 | -17 | 26 | 13.    |
| 2011/12 | Liga II - Seria II | 2      | 30 | 10 | 7 | 19 | 43 | 53 | -10 | 37 | 15.    |